# Friedrich Wilhelm Marpurg
Friedrich Wilhelm Marpurg (21 de novembro de 1718 – 22 de maio de 1795) foi um crítico musical, teórico musical e compositor alemão. Descrito como "um dos principais críticos musicais alemães de meados do [século XVIII]", foi amigo e colaborador de muitas figuras da Iluminismo.

## Vida
Pouco se sabe da vida inicial de Marpurg. Segundo várias fontes, estudou "filosofia" e música. É claro que desfrutou de uma educação sólida e foi amigo de várias figuras importantes do Iluminismo, incluindo Winckelmann e Lessing. Em 1746, viajou a Paris como secretário de um General chamado Rothenberg ou Bodenberg. Lá, conheceu intelectuais incluindo o escritor e filósofo Voltaire, o matemático d'Alembert e o compositor Jean-Philippe Rameau.
Após 1746, retornou a Berlim onde era mais ou menos independente. A oferta de Marpurg para escrever exclusivamente para Breitkopf & Härtel foi recusada pela firma em 1757. Em 1760, recebeu uma nomeação para as Loterias Reais Prussianas, das quais se tornou diretor em 1763, recebendo o título de Conselheiro de Guerra. Seu filho, Johann Friedrich Marpurg, que mais tarde se tornou um violinista célebre, nasceu em 1766.
A disposição briguenta de Marpurg e seu entusiasmo por polêmicas públicas fizeram-lhe muitos inimigos. Os contemporâneos também o descreveram, no entanto, como cortês e de coração aberto.
Marpurg provavelmente está na origem de um mal-entendido de dois séculos de que J. S. Bach teria usado a temperamento igual para a execução do "Das Wohltemperirte Clavier", devido à sua publicação "Versuch über die musikalische Temperatur", 1776. Este mal-entendido só foi muito mais tarde primeiro contestado por Robert Holford Bosanquet em "An Elementary Treatise on Musical Intervals and Temperament" 1876, pp. 29–30, mas esta posição não adquiriu fama.
A posição acima de Bosanquet, de que uma distinção deveria ser feita entre "temperamento bem" e "temperamento igual" foi redescoberta por H. Kelletat, e completamente defendida e analisada historicamente em "Zur musikalischen Temperatur", 1960, especialmente p. 32. Graças a esta publicação de H. Kelletat, quase todos os musicólogos subscrevem esta distinção hoje em dia.

## Obras
Marpurg publicou a maior parte de seus escritos sobre música entre 1750 e 1763. Depois de obter sua posição na loteria em 1763, escreveu duas obras sobre este tópico, mas continuou a escrever sobre áreas mais amplas da música.
Uma das primeiras (e mais influentes) obras de Marpurg foi seu tratado sobre a Fuga (1753) que é considerado uma das fontes mais antigas para a prática de execução da A Arte da Fuga de J.S. Bach. Seu Handbuch bey dem Generalbasse und der Composition e a tradução dos Elémens de musique de d'Alembert estão no início da recepção de Rameau na teoria harmônica alemã. Outras obras tratam de questões de execução instrumental, música vocal, história da música e teoria musical matemática. Seus projetos de periódicos continuaram a promover a instituição da crítica musical alemã na esteira de Mattheson e Scheibe; suas Kritische Briefe über die Tonkunst contêm contribuições significativas para a teoria do metro, a estética da ode e outros tópicos de interesse atual. Seu trabalho manuscrito sobre o antigo órgão hidráulico permaneceu inacabado.
O escopo e a clareza sem precedentes dos escritos de Marpurg sobre música fizeram dele o principal teórico musical alemão do final do século XVIII; ele e seus rivais Kirnberger e Schulz formaram uma "Escola de Berlim" distinta de crítica e teoria musical.

## Obras selecionadas
- Der critische Musicus an der Spree, 1750
- Die Kunst das Clavier zu spielen, 1750, ed. melhorada 1762
- Abhandlungen von der Fuge, 1753
- Historisch-kritische Beyträge zur Aufnahme der Musik, 1756–78
- Anleitung zum Clavierspielen, 1755 – edição parcial online: http://www.koelnklavier.de/quellen/marpurg-klav/_index.html
- Raccolta delle più Nuove Composizioni di Clavicembalo di Differenti Maestri ed Autori, 1756 : Ouverture em Sol, Concerto em Dó, Sinfonia em Sol, Marche des Pèlerins, 2 Minuetos & Polonesa
- Raccolta delle più Nuove Composizioni di Clavicembalo di Differenti Maestri ed Autori, 1757 : Concerto em Si bemol, 2 Minuetos, 3 melodias
- Anfangsgründe der theoretischen Musik, 1757/60
- Handbuch bey dem Generalbasse und der Composition, 1757–62
- Anleitung zur Singcomposition 1758/59
- Kritische Einleitung in die Geschichte und Lehrsätze der alten und neuen Musik, 1759
- Kritische Briefe über die Tonkunst, 1759–63
- Anleitung zur Musik überhaupt, und zur Singkunst besonders, 1763
- Die Kunst sein Glück spielend zu machen. Oder ausführliche Nachricht von der italienischen, und nach Art derselben zu Berlin, Paris und Brüssel etc. errichteten Zahlen-Lotterie zwischen 1 und 90 : mit beygefügten Planen, sein Geld bey selbiger mit Vortheil anzulegen, 1765
- Friedrich Wilhelm Marpurgs Anfangsgründe des Progressionalcalculs überhaupt, und des figürlichen und combinatorischen besonders, wie auch des logarithmischen, trigonometrischen und Decimalcalculs, nebst der Lehre von der Ausziehung der Wurzeln und der Construction der eckigten geometrischen Körper, 1774
- Versuch über die musikalische Temperatur, 1776
- Legende einiger Musikheiligen, 1786
- Neue Methode allerley Arten von Temperaturen dem Claviere aufs bequemste mitzuteilen, 1790

## Discografia
- Marpourg. Pièces de clavecin. Yves Préfontaine, cravo segundo Hemsch por Yves Beaupré. ATMA Classique ACD 2 2119 (1996, reedição 2007);
- Friedrich Wilhelm Marpurg : Complete harpsichord works, 2CD,  Francesco Mazzoli, cravo feito por Claudio Tuzzi, cópia do Pascal Taskin de 1769, La Jeune Classicité, Paris, DJK 005 2014.

### Citações
1. ↑  Agnew 2008, p. 165.